# Girls' Day School Trust
Le Girls' Day School Trust (GDST) est un groupement d'écoles indépendantes en Angleterre et au pays de Galles, accueillant des filles de 3 à 18 ans. II est créé en 1872 pour favoriser la scolarisation des filles, sous l'intitulé de Girls' Public Day School Company.

## Description
Le Girls' Day School Trust  prend son intitulé actuel en 1988. Il scolarise 20 000 élèves et emploie 3 700 personnes. La directrice est Cheryl Giovannoni.

## Histoire

### Origines
Les origines de la GDST remontent à la création de la commission d'enquête scolaire, en 1864. La commission, qui enquêtait sur l'offre scolaire pour les garçons et les filles fait le constat général d'un déficit en ce qui concernait l'enseignement secondaire destiné aux filles.
La question du manque d'établissements d'enseignement secondaire pour les filles, et les défis éducatifs pour les filles âgées de plus de dix ans sont abordés par Maria Georgina Grey et sa sœur, Emily Shirreff, dans leur ouvrage Thoughts on Self Culture. En novembre 1871, elles créent le National Union for Improving the Education of Women of all classes (en français, l'Union nationale pour l'amélioration de l'éducation des femmes de toutes les classes), rapidement connu sous le nom de Women's Education Union,. L'Union souhaite établir des écoles secondaires de jour de qualité et accessibles financièrement à toutes les classes sociales. Il est la force principale qui soutient la création du syndicat de l'éducation et de la Girls' Public Day School Company. Nombreuses sont les personnalités qui soutiennent cette cause, notamment Henrietta Stanley, Emelia Russell Gurney, Mary Gurney, et Louise du Royaume-Uni, qui prend la présidence de l'Union.

### Fondation
L'Union décide de créer une société à responsabilité limitée pour recueillir les fonds nécessaires à l'entreprise. Elle présente son projet au cours d'une réunion publique au Royal Albert Hall en juin 1872. La nouvelle société prend le nom de Girls’ Public Day School Company (GPDSC) avec un capital de 12 000 livres sterling. Plusieurs personnalités du Syndicat de l'éducation ont également soutenu de la GPDSC, notamment Maria Grey, Emily Shirreff, Marie Gurney et Lady Stanley. La princesse Louise devient la mécène de la GPDSC. Le comité est composé de figures importantes des cercles intellectuels et sociaux  de l'époque victorienne : George Lyttelton et sa fille, Lucy Cavendish, sont membres à la fois de la Girls’ Public Day School Company et de la Women's Education Union. Le premier président est David Graham Drummond Ogilvy. Sont également parties prenantes, Henrietta Powell, la mère du fondateur du scoutisme, Charles Savile Roundell (en) personnalité politique libérale qui est président du conseil du GDST en ses débuts, Lorne, époux de la princesse  Louise du Royaume-Uni, elle-même mécène de la GDST. Le monde de l'enseignement et des affaires sont également représentés, avec Alfred Barry, principal de King's College, Catharina Lecky, épouse de l'historien W.E.H. Lecky, Caroline Digby, épouse du haut fonctionnaire Kenelm Digby.
Les écoles du groupement adoptent la philosophie éducative prônée par Maria Grey et Emily Shirreff, d'inspiration « humaniste chrétienne ». Maria Grey, lors de sa présentation du projet dans une réunion publique au Albert Hall, indiquait que les écoles rattachées à ce groupement seraient « des lieux pas seulement d'instruction mais d'éducation », c'est-à-dire « un entraînement de l'individu par le développement de ses facultés mentales et morales pour comprendre sa relation au monde physique environnant, à son entourage, qu'il s'agisse des membres de sa famille, de son pays ou de la race humaine, à Dieu, afin de connaître et d'accomplir les devoirs qu'engendrent ces liens ».
Malgré ce fort sentiment religieux, les écoles du regroupement n'ont aucune appartenance à une confession particulière. Une mixité sociale est prônée.

### Girls’ Public Day School Company (1872-1905)
La Girls’ Public Day School Company a pour but de soutenir la création d'établissements scolaires offrant un haut niveau de formation pour préparer les élèves à l'entrée à l'université, combiné avec une formation morale et religieuse. Elle s'inspire de la structure créée par Frances Buss à la North London Collegiate School. Les élèves reçoivent une éducation intellectuelle, scientifique, sportive et artistique.
Les frais de scolarité restent modérés, et les écoles doivent s'efforcer d'obtenir leur autonomie financière dès que possible, tandis que la GPDSC maintient un contrôle global sur les établissements membres. Le conseil, organe exécutif de la GPDSC, doit favoriser l'établissement de nouvelles écoles là où elles sont le plus nécessaires, grâce à des financements locaux. La première école est ouverte à Durham House, Chelsea, en janvier 1873. Elle est ensuite transférée à Kensington sous le nom de Kensington Preparatory School. En février 1875, la compagnie ouvre son premier établissement hors de Londres, la Norwich High School for Girls. En 1905, 37 écoles existent, dont 19 situées à Londres ou à proximité.
Chaque école propose trois cursus, école élémentaire, école junior et école senior, dirigés par une directrice, avec une équipe d'enseignants qualifiés. Les disciplines enseignées sont les langues anciennes et modernes; l'histoire, les mathématiques, des notions de sciences morales et de logique, la physiologie et la santé, et des notions d'économie. Les écoles installent des laboratoires pour les sciences expérimentales. Certaines écoles privilégient certaines disciplines, ainsi l'école de Kensington a une bonne réputation pour la musique, celle de Clapham pour les disciplines artistiques. Certaines écoles ouvrent un jardin d'enfants et donnent un enseignement de jardinier d'enfants, d'inspiration fröbelienne.
Les écoles doivent acquérir une indépendance financière, mais le GDST garde un contrôle strict sur elles. Les écoles doivent être régulièrement inspectées et les élèves doivent passer des examens de niveau. Les élèves sont préparés pour les examens d'entrée à Oxford et Cambridge ou les examens prévus par le collège des précepteurs. 
Les premières étudiantes admises à l'université ont souvent étudié dans les écoles de la GPDSC, et un certain nombre d'entre elles deviennent à leur tour enseignantes. Les principales (headmistresses) d'école sont progressivement recrutées parmi des femmes diplômées d'université ou des instituts de formation internes aux écoles. La création de départements de formation pour les élèves-enseignants est favorisée dans les écoles les plus importantes. Ainsi, l'école de Blackheath a formé trente headmistresses. Plusieurs d'entre elles, après une expérience de directrices d'écoles secondaires, ont dirigé des universités pour femmes : Edith Major a dirigé Girton College, tout comme Katharine Jex-Blake, après avoir enseigné à Notting Hill High School. À partir de 1903, ces départements de formation sont reconnus par le Conseil de l'éducation (Board of Education), où les étudiants diplômés se forment pour devenir enseignants du second degré, de l'école maternelle, ou dans les disciplines artistiques. Le plus connu est le Phillipa Fawcett Teacher Training College.
De 1875 à 1901, la GPDSC modifie sa structure, devenant un organisme caritatif, pour recevoir les subventions publiques. En 1900, le GPDSC a formé plus de 7 000 élèves dans 33 écoles. À partir de 1899, le Board of Education est responsable de l'attribution des subventions publiques, et la compagnie accepte les visites d'inspecteurs.

### Girls' Public Day School Trust Limited (1905-1950)
Pour se mettre en conformité avec les exigences du Board of Education, la compagnie modifie à nouveau sa forme juridique et devient une société à responsabilité limitée avec le statut d'organisme de bienfaisance, en janvier 1906, sous le nom de Girls’ Public Day School Trust Limited. Cette nouvelle forme juridique implique de racheter les actions détenues par les personnalités associées à la compagnie. La situation entre les deux guerres mondiales est difficile sur le plan financier, en raison de la dépression économique des années 1930, et avec l'arrivée d'élèves plus nombreuses. 
En 1944, le GPDST bénéficie d'une nouvelle subvention publique, prévue pour maintenir les frais de scolarité malgré les difficultés financières auxquelles elle fait face. En contrepartie, le conseil doit s'ouvrir pour le tiers des sièges à des représentants des autorités locales et accepter 25 % d'élèves venant directement des écoles élémentaires.
Après la guerre, le GPDST repose sur le financement par le ministère de l'Éducation et les ressources venant des frais de scolarité sont utilisées pour rénover les écoles. La compagnie modifie son intitulé et prend le nom de The Girls' Public Day School Trust, en 1950.

### Girls' Public Day School Trust (1950-1998)
En mars 1951, une association d'amis de la compagnie est créée. Elle publie un bulletin annuel et propose des bourses d'études et des aides financières destinées aux écoles. Elle met en place des projets pour obtenir des fonds destinés à rénover les bâtiments.
Lorsque le régime de subvention directe disparaît en 1976, la GPDST retrouve son indépendance. Elle propose des bourses d'études aux élèves.

### Girls' Day School Trust (depuis 1998)
En 1998, l'organisation prend le nom de Girls' Day School Trust (GDST). En 2005, plusieurs écoles deviennent mixtes, notamment Howell's School, Llandaff et Hilden Grange. En 2007, la GDST administre 29 écoles de jour.

## Mécènes du Girls' Day School Trust
- Louise du Royaume-Uni 1872-1939[24]
- Alice Montagu-Douglas-Scott